# Энхбатын Амартувшин
Э́нхбатын А́мартувшин (монг. Энхбатын Амартүвшин; родился 23 марта 1986, аймак Сухэ-Батор, Монголия) — монгольский оперный певец, баритон, Народный артист Монголии (2022), Заслуженный артист Монголии (2011). С 2008 года Амартувшин — солист Государственного Академического театра оперы и балета Монголии.

## Образование
Амартувшин родился 23 марта 1986 года в аймаке Сухэ-Батор (Монголия). В 2009 году он окончил Университет Искусства и Культуры, Улан-Батор, Монголия (класс профессора Цэрэнпил Еруу).

## Конкурсы и награды
Амартувшин является лауреатом многих национальных и международных оперных конкурсов, включая Национальный конкурс молодых оперных певцов имени профессора Ичинхорлоо, Улан-Батор, Монголия (2009, II премия), Оперный конкурс «Байкал», Улан-Удэ, Россия (2011, I премия), XIV Международный конкурс им. Чайковского, Санкт-Петербург, Россия (2011, II место и приз зрительских симпатий лучшему певцу), Placido Domingo OPERALIA Пекин, Китай (2012, I премия, категория «Опера»; финалист, категория «Сарсуэла»).

## Репертуар
Среди его ролей — партия Эскамильо в опере «Кармен» Бизе, Пролог и партия Тонио в опере «Паяцы» Леонкавалло, заглавная партия в опере «Алеко» Рахманинова, партия Чингис-Хана в опере «Чингис-Хан» (муз. Шарава), заглавная партия в опере «Евгений Онегин» и партия князя Елецкого в опере «Пиковая дама» Чайковского, партия Амонасро в опере «Аида», партия графа ди Луна в опере «Трубадур» и заглавная партия в опере «Риголетто» Верди.